# Dave Marsh
Dave Marsh (* 1. března 1950 Detroit, Michigan) je americký hudební kritik, spisovatel a moderátor rozhlasových talk show. Byl formujícím redaktorem časopisu Creem, psal například i pro Rolling Stone. Je autorem mnoha knih o hudbě a hudebnících, zaměřuje se především na rockovou hudbu. Je též členem komise Rock and Roll Hall of Fame.

## Publikace
- Born to Run: The Bruce Springsteen Story, (Doubleday) 1979
- The Book of Rock Lists, (Dell) 1980
- Elvis, (Times Books) 1982
- Rocktopicon: Unlikely questions and their surprising answers, (Contemporary) 1982
- Before I Get Old: The Story of the Who, (St. Martin's Press) 1983
- Fortunate Son (Random House) 1983. Sbírka jeho článků a kritiky.
- The First Rock and Roll Confidential Report: Inside the Real World of Rock and Roll, 1984. Kompilace.
- Sun City: The Making of the Record, (Penguin) 1985
- Trapped: Michael Jackson and the Crossover Dream, (Bantam) 1986
- The Rolling Stone Record Guide: Reviews and Ratings of Almost 10,000 Currently Available Rock, Pop, Soul, Country, Blues, Jazz, and Gospel Albums (first and second editions 1979, 1983)
- Glory Days: Bruce Springsteen in the 1980s, 1987. Pokračování Born to Run.
- The Heart of Rock & Soul: The 1001 Greatest Singles Ever Made. [s.l.]: Da Capo Press ISBN 030680901X.
- Heaven Is Under Our Feet: A Book for Walden Woods, spolueditor s Donem Henleym, (Longmeadow Press, 1991)
- 50 Ways to Fight Censorship: And Important Facts to Know About the Censors (Thunder's Mouth Press), 1991
- Louie Louie: The History and Mythology of the World's Most Famous Rock'n'Roll song; Including the Full Details of Its Torture and Persecution at the Hands of the Kingsmen, J. Edgar Hoover's F.B.I., and a Cast of Millions; and Introducing, for the First Time Anywhere, the Actual Dirty Lyrics, (Hyperion), 1992.
- Merry Christmas Baby: Holiday Music from Bing to Sting, (Little Brown) 1992.
- Pastures of Plenty: A Self-Portrait s Haroldem Levanthalem, obsahuje dílo Woodyho Guthrieho (Perennial) 1992
- The New Book of Rock Lists s Jamesem Bernardem, (Fireside) 1994
- Mid-Life Confidential: The Rock Bottom Remainders Tour America with Three Chords and an Attitude (Viking) 1994
- Sam and Dave (pro Record series), (Harper Perennial) 1998
- Sly and the Family Stone: An Oral History (pro Record series), (Quill) 1998
- George Clinton & P-Funkadelic (pro Record series), (Harper Perennial) 1998
- Bruce Springsteen: Two Hearts : The Definitive Biography, 1972-2003, (Routledge) 2003. Kombinuje předchozí dvě knihy o Bruceovi a přidává novou kapitolu.
- Forever Young: Photographs of Bob Dylan s Douglasem R. Gilbertem (Da Capo Press) 2005
- Bruce Springsteen on Tour : 1968-2005 (Bloomsbury USA) 2006
- The Beatles' Second Album (Rodale Books) 2007
- 360 Sound: The Columbia Records Story - Legends and Legacy (Chronical Books) 2012